# Малокарагаевка
Малокарагаевка (тат. Карагай) — деревня в Северном районе Новосибирской области России. Входит в состав Бергульского сельсовета.

## География
Площадь деревни — 22 гектаров.

## История
Основана в 1907 г. В 1926 году посёлок Мало-Карагаевский состоял из 74 хозяйств, основное население — барабинцы. Центр Мало-Карагаевского сельсовета Биазинского района Барабинского округа Сибирского края.

## Население
| 1926 | 2002 | 2007 | 2010 |
| ---- | ---- | ---- | ---- |
| 406  | ↘3   | ↘0   | →0   |

## Инфраструктура
В деревне по данным на 2007 год отсутствует социальная инфраструктура.